# 直猶心流
直猶心流（ちょくゆうしんりゅう）とは、岡山藩剣術・砲術指南の小川次左衛門（元和年中の人）が開創した剣術と鎖鎌術の流派である。この二つは現在、別々に伝承されており、鎖鎌術は直心影流薙刀術の併伝武術として、薙刀の熟練者が学ぶ技となっている。

## 歴史

### 開創から明治初期
流祖・小川次左衛門は猶心流を継承した後、直神影流を学んで奥義を極め、その「直」の字を加えて直猶心流を起こしたという。直猶流や猶心一刀流など、流名にはいくつかの異称がある。
十代目にあたる岡山藩士・井上猶心斎（1839-1895）は、幼名を小川金之助といい、20歳にして家伝の直猶心流の免許を得た後、江戸にて桃井春蔵から鏡新明智流を学んだ。維新を経て明治7年、兵庫県神戸市に道場「光武館」を開き、剣道と直猶心流剣術を指導した。
綿谷雪の『武芸流派大事典』は猶心流と直猶心流を「じきゆうしんりゅう」の読みで立項し、「井上猶心斎が祖である。直心影流剣術と鏡新明智流剣術を学習して、明治年代の中ごろに神戸市内の湊川へんに道場光武館を設け、一流を創始した」と記すが、流儀の初代の逸話と、道場の初代の伝記が混淆したものと思われる。

### 明治中期以降
光武館と流儀を継承し、二代目館長・直猶心流剣術の十一代目となった旧西条藩士・園部正利は明治16年（1883年）に剣道修行に出て、猶心斎に入門した。正利は見込まれて猶心斎の娘と結婚し、光武館と流儀を継承した。正利は後に剣道範士となる。
園部正利の後妻が、直心影流薙刀術の園部秀雄であったことから、剣術は正利の先妻の子である園部猶之進が継いだが、鎖鎌術は正利と秀雄の娘婿の園部繁八が継承することにより、直心影流薙刀術と併伝されることになった。現在も、直猶心流鎖鎌術は直心影流薙刀術の宗家が継承しており、直心影流薙刀術の修行が高度に達した者にのみ指導が行われている。
直猶心流剣術の十二代目を継承した園部正忠（猶之進）は、父・園部正利とともに光武館で直猶心流剣術を指導したが、昭和20年（1945年）の神戸大空襲による光武館の焼失以降は指導を断念した。現在、園部猶之進に指導を受けた剣道家の流れを汲む有志により、神戸市内で「直猶心流剣術光武会」として活動している。平成25年（2013年）には、73年振りに全日本剣道演武大会での演武が実現させるなど、近年はいくつかの演武会に出場している。

## 系譜
初代　小川次左衛門
…
八代目　小川八太郎
九代目　小川金右衛門
十代目　井上猶心斎（小川金之助）
十一代目　園部正利
十二代目　園部正忠（猶之進）

## 内容
三段階、十五本の形が伝わる。
剣術
真之太刀
山見
双之太刀
摺上
猿飛
十文字
円光
巻打
丸橋
月影
一之太刀
草之太刀
一文字
水車
山陰

## 注
1. ↑  https://sites.google.com/view/koubukan/chokuyushinryu 一般には「直心影流」の表記で知られるが、光武会の伝承では「直神影流」の字を用いている
2. ↑  綿谷雪、山田忠史『増補大改訂　武芸流派大事典』
3. ↑  参考文献にある1996年の「秘伝古流武術」掲載のシリーズ記事では、家伝剣術の流名を直神影流としている。
4. ↑  https://sites.google.com/view/koubukan/koubukan 光武館の項
5. ↑  綿谷雪、山田忠史『増補大改訂　武芸流派大事典』（昭和53年、東京コピイ出版部）p.336
6. ↑  https://sites.google.com/view/koubukan/home近況の活動状況